# Arentsminde
Arentsminde – miasto w Danii, w regionie Jutlandia Północna, w gminie Jammerbugt.